# Teddy Gueritz
El contralmirante Edward Findlay "Teddy" Gueritz (8 de septiembre de 1919 - 21 de diciembre de 2008) fue un oficial de la Marina Real británica con una larga trayectoria. Desde el Día D, el 6 de junio de 1944, sirvió como jefe de playa en Sword, organizando el flujo de hombres y material hacia la cabeza de playa, incluidos 30.000 soldados el primer día. 19 días después resultó gravemente herido y fue evacuado al Reino Unido, donde necesitó una cirugía para salvarle la vida. Anteriormente había servido en un papel similar durante la Operación Ironclad, que capturó Madagascar en 1942. Se retiró de la marina en 1973 y se convirtió en académico y autor. Fue presidente de la Sociedad de Investigación Náutica (en inglés: Society for Nautical Research) entre 1974 y 1991.